# Myrmecaelurus implexus
Myrmecaelurus implexus is een insect uit de familie van de mierenleeuwen (Myrmeleontidae), die tot de orde netvleugeligen (Neuroptera) behoort. 
Myrmecaelurus implexus is voor het eerst wetenschappelijk beschreven door Walker in 1853.